# Merve Sevi
Merve Sevi (24 de Julho de 1987) é uma atriz turca, mais conhecida por interpretar em Omuz Omuza, a personagem Hayat Bilgisi e mais recentemente por participar de Yalanci Yarim, um show popular de televisão.
1. ↑  «Merve Sevi». Peliplat. Consultado em 13 de maio de 2024